# المعصور (أسلم)

تعديل مصدري - تعديل

المعصور هي إحدى قرى عزلة أسلم الشام بمديرية أسلم التابعة لمحافظة حجة، بلغ تعداد سكانها 506 نسمة حسب تعداد اليمن لعام 2004.